# Sylwester Sokolnicki
Sylwester Edwin Sokolnicki (ur. 7 lipca 1959 w Serocku) – polski samorządowiec, od 1990 do 2018 burmistrz miasta i gminy Serock, w latach 2018-2024 członek Rady Powiatu Legionowskiego i Zarządu Powiatu, w latach 2020-2024 starosta legionowski.

## Życiorys
Ukończył studia na Wydziale Zarządzania Uniwersytetu Warszawskiego. W styczniu 1990 został powołany na urząd zastępcy naczelnika miasta i gminy Serock. W tym samym roku rada miejska wybrała go burmistrzem. Reelekcję uzyskiwał w latach 1994 i 1998 (z woli rady miasta i gminy) oraz 2002, 2006, 2010 i 2014 (w wyborach bezpośrednich). 
Jest członkiem Konwentu Wójtów, Burmistrza i Prezydenta Powiatu Legionowskiego, inicjatorem Forum Samorządowego Zalew Zegrzyński oraz prezesem Stowarzyszenia Gmin Podwarszawskich Ile de France. Pełni obowiązki wiceprezesa Związku Gmin Zalewu Zegrzyńskiego. Działa w Ochotniczej Straży Pożarnej w Serocku.
W wyborach samorządowych w 2018 roku nie ubiegał się o reelekcję na stanowisku Burmistrza Serocka. Z ramienia KWW Bezpartyjni Samorządowcy wystartował w wyborach do Rady Powiatu Legionowskiego. Uzyskał mandat i w kadencji 2018–2023 sprawuje funkcję radnego Rady Powiatu Legionowskiego. Przed wyborem na starostę był członkiem zarządu powiatu legionowskiego. 27 kwietnia 2020, po rezygnacji Roberta Wróbla, został wybrany przez Radę Powiatu na starostę legionowskiego.
Uhonorowany Odznaką Honorową „Zasłużony dla Mazowsza”. 
W 2005 odznaczony Srebrnym Krzyżem Zasługi.